# ヤマハ・ANシリーズ
ANシリーズ（エーエヌ・シリーズ）とはヤマハのシンセサイザーの型番・商品名。アナログ・フィジカル・モデリング音源の一種でアナログシンセサイザーの音を再現する音源方式を採用している。以下の機種がある。

## シリーズのモデル
AN1x
1997年発売。キーボードタイプ。61鍵。2パート、10音ポリ。アナログシンセサイザーに留まらず、オルガンモデリングやFM合成を行い、DXピアノの再現を行う。他社のバーチャルアナログシンセサイザーであるNord Lead3が数年後にFM合成を採用したことを考えると、先見の明があった機種といえよう。
CS1xと同じ筐体を採用している。電源はACアダプタで供給。つまみは8つと他社のバーチャルアナログシンセサイザーに比べて少ない。ヒットはせず日本国内では2000年前後に販売中止となっているが、海外ではその後も継続販売されていた。また国産のバーチャルアナログシンセサイザーでは珍しく太い音が出るということで現在でも根強い人気がある。
AN200
2001年発売。ラックマウントタイプでなく、机の上に置くタイプの音源モジュール。DX200と共にLOOP FACTORYを構成する。1パート5音ポリ。プラグインボードPLG150-ANを単体化した商品。DX200同様リズムセクションはPCM音源を搭載している。AN1xと違い、プリセットでオルガンモデリングやFM合成の音色は入っていない。
AN2015
2015年発表。Yamaha Synth Bookに付属するiPhone / iPod touch / iPad向けアプリケーション。iPhoneやiPadの画面上の鍵盤やボールコントロールを操作することにより、アナログシンセ音色を演奏したり、編集することができる。また、ドラムパッドを操作することにより、ドラムフレーズを鳴らせる。スタンドアローンとしてiPhoneやiPadで演奏できるだけでなく、MOXF6等対応するシンセサイザーと接続すれば外部音源として演奏することも可能。